# Schloss Albrechtsberg (Dresden)

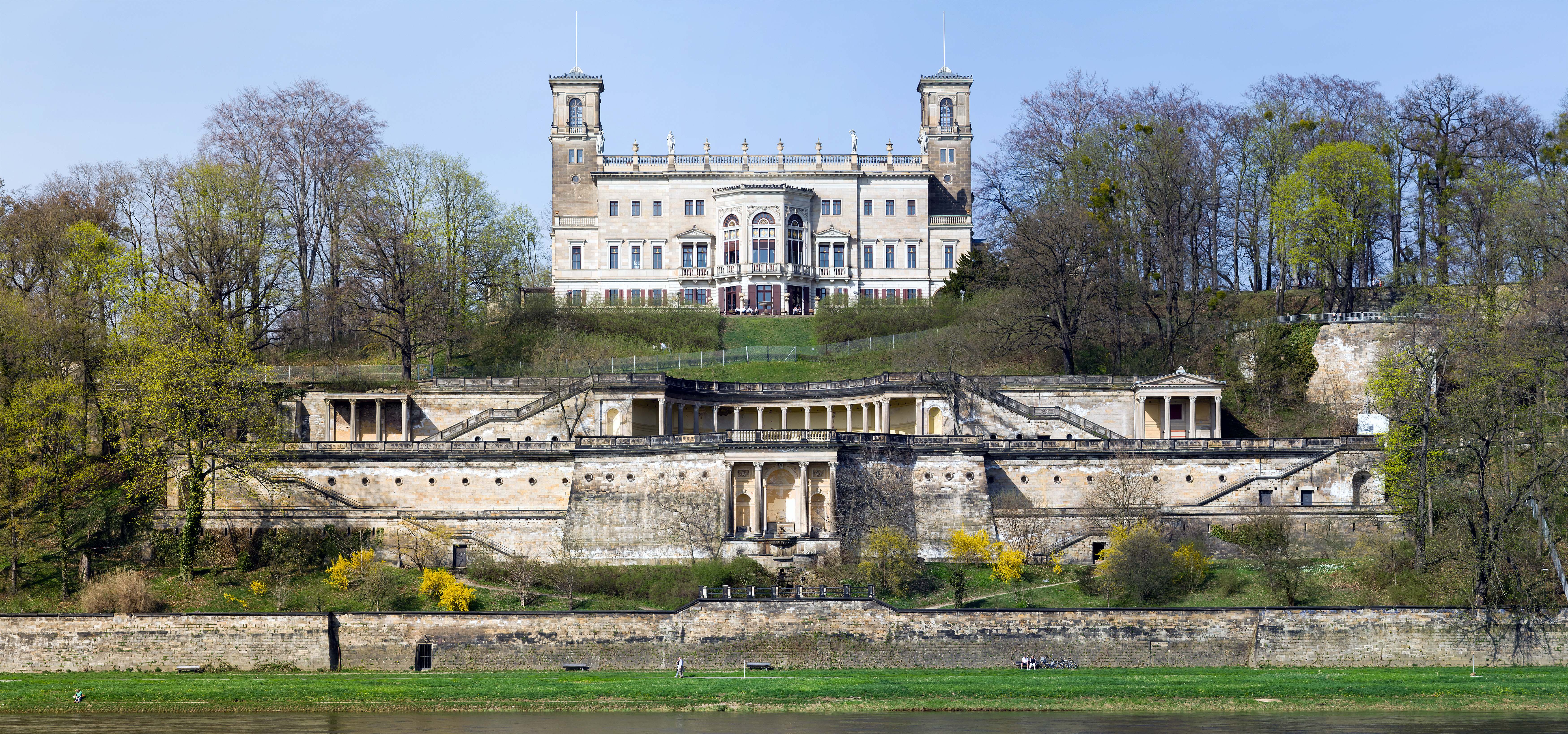
Schloss Albrechtsberg von der anderen Elbseite

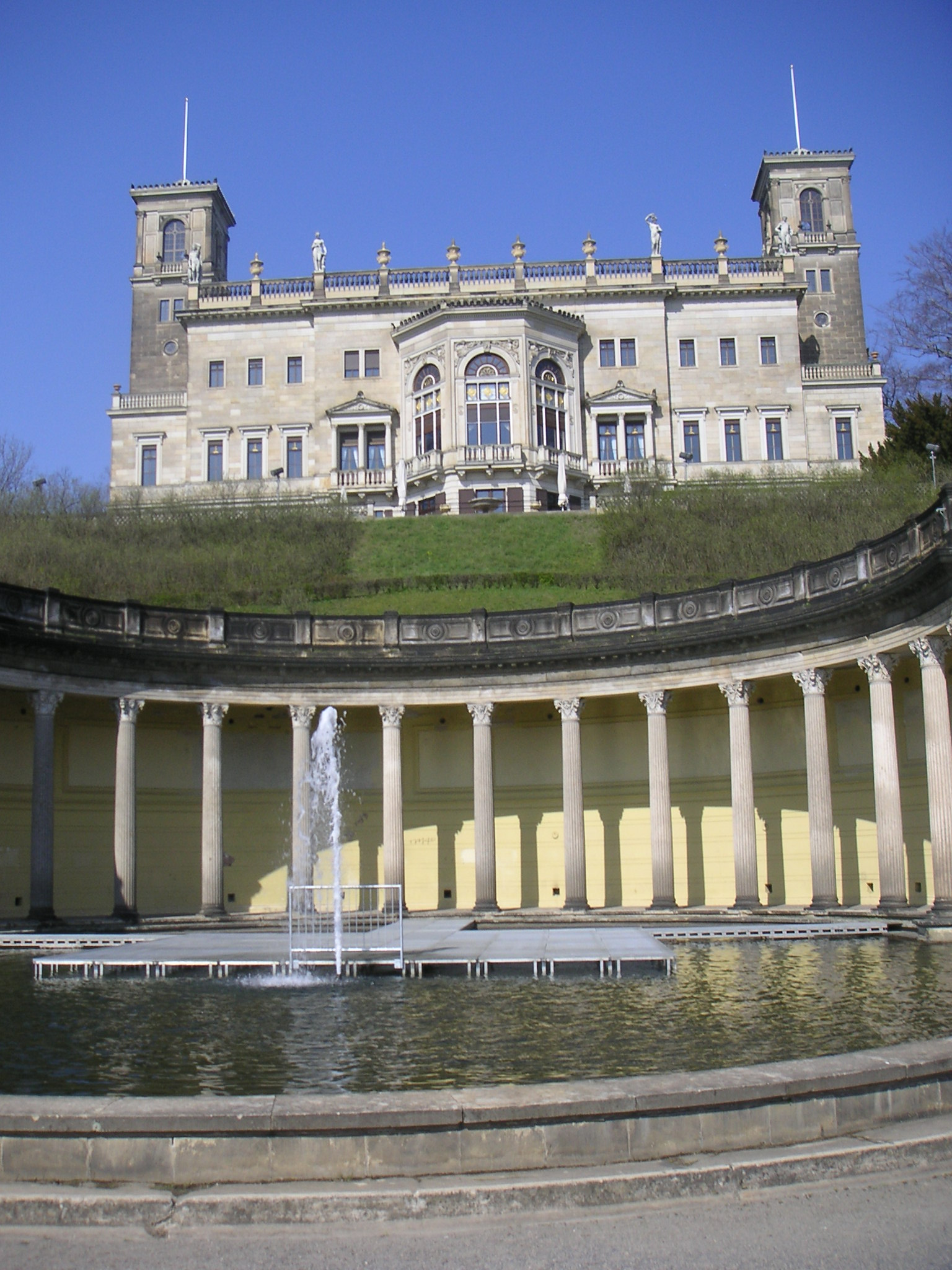
Schloss Albrechtsberg mit noch funktionierendem Springbrunnen

Das Schloss Albrechtsberg in Dresden, gelegentlich auch Albrechtsschloss genannt, ist eines der drei Elbschlösser am rechten Elbufer im Stadtbezirk Loschwitz.
Es wurde zwischen 1850 und 1854 von Adolf Lohse erbaut für Prinz Albrecht von Preußen (1809–1872), den jüngsten Bruder der preußischen Könige Friedrich Wilhelm IV. und Wilhelm I. (ab 1871 auch deutscher Kaiser). Der spätklassizistische Bau in der Tradition Karl Friedrich Schinkels ist das repräsentativste der drei Elbschlösser. 1925 wurde es von den Grafen von Hohenau, den Nachkommen und Erben des Prinzen Albrecht aus dessen zweiter Ehe, an die Stadt Dresden verkauft. Die Zerstörungen Dresdens 1945 betrafen das Schloss nicht. Nach zwischenzeitlicher Nutzung durch die SMAD-Verwaltung in Dresden sowie als Hotel wurde es bis 1990 Pionierpalast. Seit 1990 wieder an die Stadt Dresden rückübertragen dient es heute vorwiegend kulturell-künstlerischer Nutzung.

## Vorgeschichte

### Albrecht von Preußen
Prinz Albrecht von Preußen war aufgrund seiner Scheidung von Marianne von Oranien-Nassau und seiner zweiten, nicht standesgemäßen Ehe mit Rosalie von Rauch, der Tochter des preußischen Kriegsministers Gustav von Rauch und Hofdame seiner ersten Ehefrau, am preußischen Hof nicht mehr erwünscht. Er hatte Rosalie am 5. Juni 1853 morganatisch geheiratet. Die Hochzeit fand außerhalb Preußens in Sachsen-Meiningen statt, denn Albrechts Schwiegersohn, der Ehemann seiner älteren Tochter Charlotte aus der Ehe mit Marianne von Oranien-Nassau, war Erbprinz von Sachsen-Meiningen (ab 1866 Herzog Georg II. von Sachsen-Meiningen). Rosalie von Rauch wurde vor der Eheschließung zur Gräfin von Hohenau erhoben.

### Findlater’s Weinberg

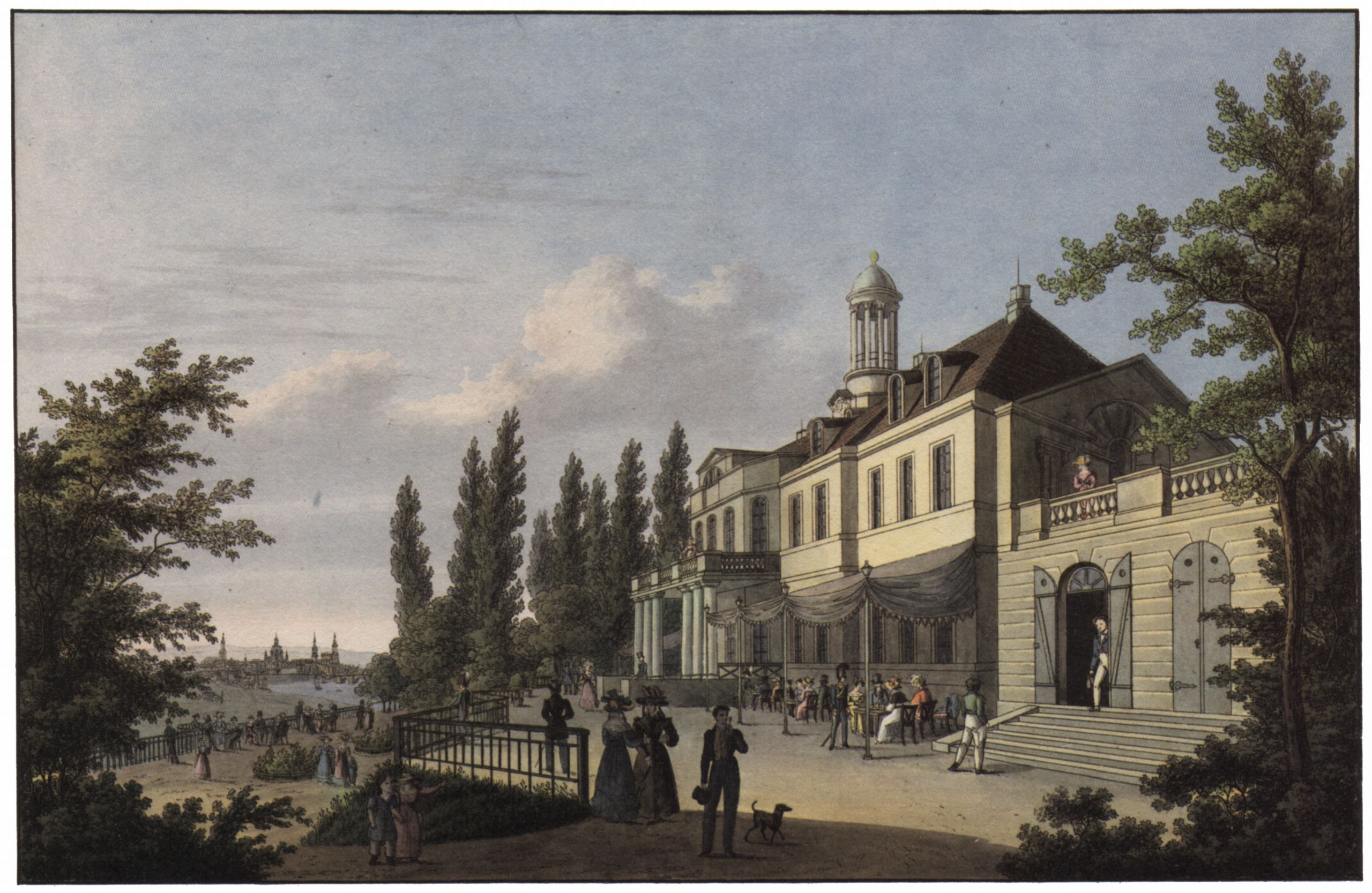
Ansicht des Berg-Palais des verstorbenen James Ogilvy, 7. Earl of Findlater bei Dresden

Das Areal liegt zwischen den damaligen Orten Dresden und Loschwitz und war bis in das 17. Jahrhundert Teil der Dresdner Heide. Die Hofbeamten Jakob Gerhardt und Christoph Brückner erwarben 1660 das Grundstück und legten hier einen Weinberg an, der nach mehrfachem Besitzwechsel 1803 an James Ogilvy, 7. Earl of Findlater kam, der sich hier für sich und seinen Lebenspartner, Georg Christian Fischer vom Architekten und Hofbaumeister Johann August Giesel 1811 ein Palais errichten ließ. Nach dem Tod des Earl übernahm es sein Lebenspartner, der es 1817 an Johann Gabriel Krebs veräußerte. Dieser wiederum, ein Hotelbesitzer, richtete hier 1821 ein Kaffeehaus Findlaters Weinberg ein, was schnell zum beliebten Ausflugsziel wurde: Gäste waren u. a. auch Richard Wagner und Gottfried Semper.
Der Findlatersche Weinberg wurde jedoch 1832 geteilt, der östliche Teil (etwa ein Fünftel) westlich vom heutigen Schloss bis zur Mordgrundbrücke gelang nach wechselnden Eigentümern, Enteignungen und Rückübertragungen schließlich in das heutige Eigentum, zentral in diesem Grundstück das östlichste der drei Elbschlösser, das Schloss Eckberg (erbaut 1859–1861).
1846 kaufte es Graf Johann Heinrich Wilhelm von Luckner, der es durch den Architekten Carl Heideloff umbauen lassen wollte. Weiter als bis zum Abbruch des Palais kam der Bau aber nicht, die Revolution 1848/49 und der Geldmangel des Grafen verhinderten den Bau.

## Planung und Bau

### Planung

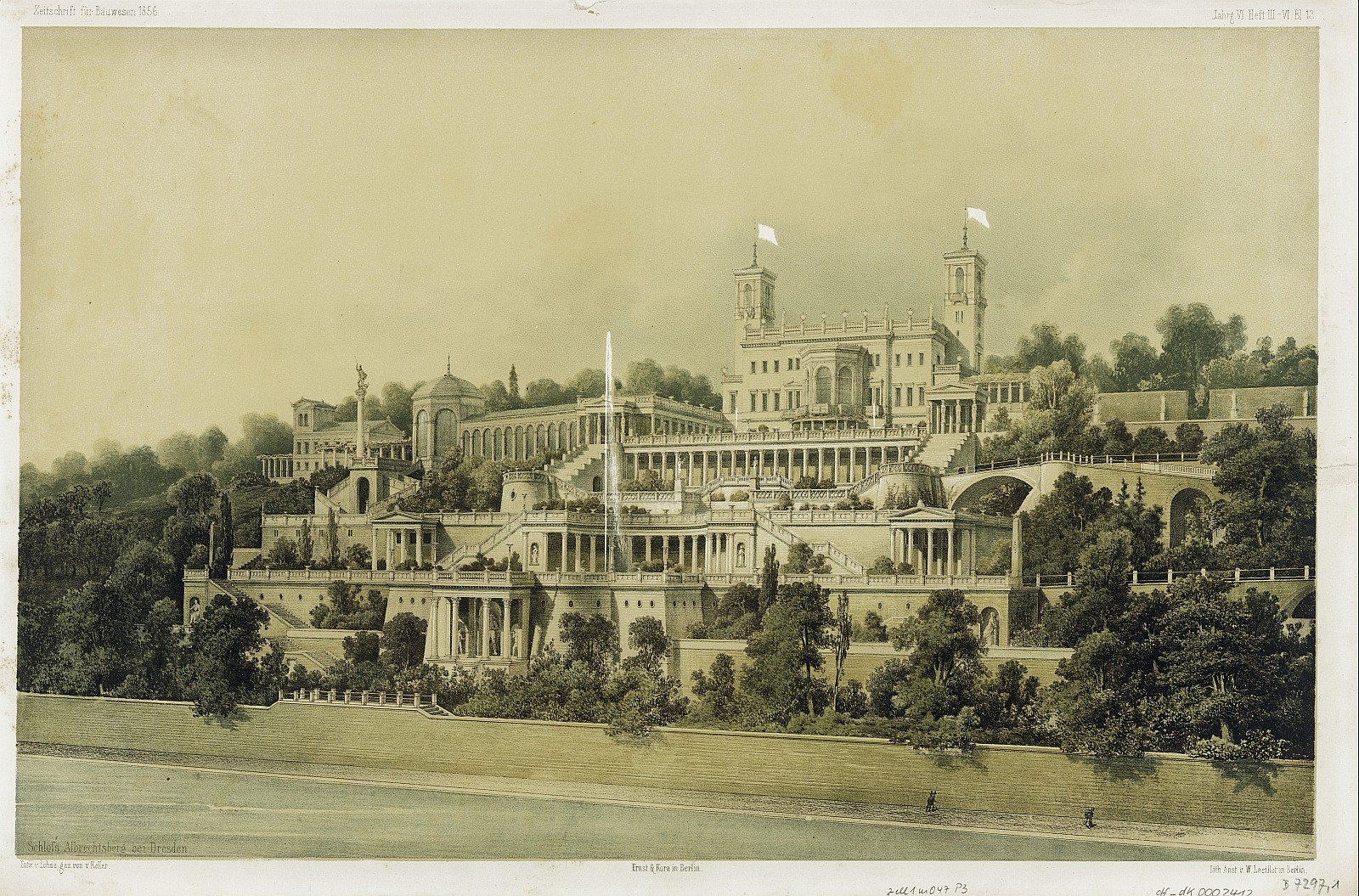
Schloss Albrechtsberg (ursprüngliche Planung von 1850)

Bereits 1850 hatte Prinz Albrecht auf Vermittlung der Ehefrau seines Kammerherren, Leutnant Albert von Stockhausen, den Findlater’schen Weinberg von der Mordgrundbrücke bis zur Saloppe in Dresden gekauft. Auf den Grundmauern des abgebrochenen Kaffeehauses sollte nunmehr ein angemessenes Prinzenschloss entstehen. Es sollte ein preußisches Schloss werden, so die Idee, am Bau waren ausschließlich preußische Architekten und Bauleute (mit Ausnahme der Fundamentgründung) beteiligt, auch das Material dafür wurde aus Preußen beschafft.
Als Architekt wurde der Berliner Schinkelschüler und Landbaumeister Adolph Lohse gewonnen. Lohse griff für die Konzeption mit hoher Wahrscheinlichkeit auf Entwürfe des Königs Friedrich Wilhelm IV. für das Fragment gebliebene Schloss Belvedere auf dem Pfingstberg in Potsdam zurück, was den für die sächsische Landschaft ungewöhnlichen Monumentalstil erklärt.
Vorbild für die Doppelturmanlage war die Villa Medici in Rom, die auch für das zur gleichen Zeit errichtete Orangerieschloss in Potsdam als Vorbild diente.
Die vorgelagerte Terrasse folgte dem Vorbild der Villa d’Este nahe Rom.
Die Planung der Gartenanlagen wurde dem königlich-preußische Gartendirektor Eduard Neide übertragen, die Umsetzung der Pläne übernahm der Dresdner Hofgärtner Hermann Sigismund Neumann.

### Bau
Zur Finanzierung des Baus ließ sich Prinz Albrecht sein Erbe vorgezogen auszahlen.
Der von Lohse beabsichtigte Bau – der parallel auch noch die benachbarte Villa Stockhausen plante – war in dem sandigen und hängigen Gelände so nicht umsetzbar. So war es zuallererst nötig, den Hang selbst zu stabilisieren, um danach das mehrere Tausend Tonnen schwere massive Gebäude überhaupt errichten zu können. Über hundert sächsische Bergleute waren die erste Zeit beschäftigt, ein ausgeklügeltes Gewölbesystem aus sächsischem Sandstein im Hang unterhalb des Schlosses zu errichten, um das schwere Gebäude auf der Anhöhe eines Sandhanges überhaupt errichten zu können.
Ernestine von Stockhausen, die Ehefrau des Kammerherren des Prinzen, beaufsichtigte den Bau des Prinzenschlosses. Das Paar selbst ließ sich nach der Hochzeit 1853 in dem damals noch nicht vollständig fertiggestellten Schloss Albrechtsberg nieder.

## Architektur

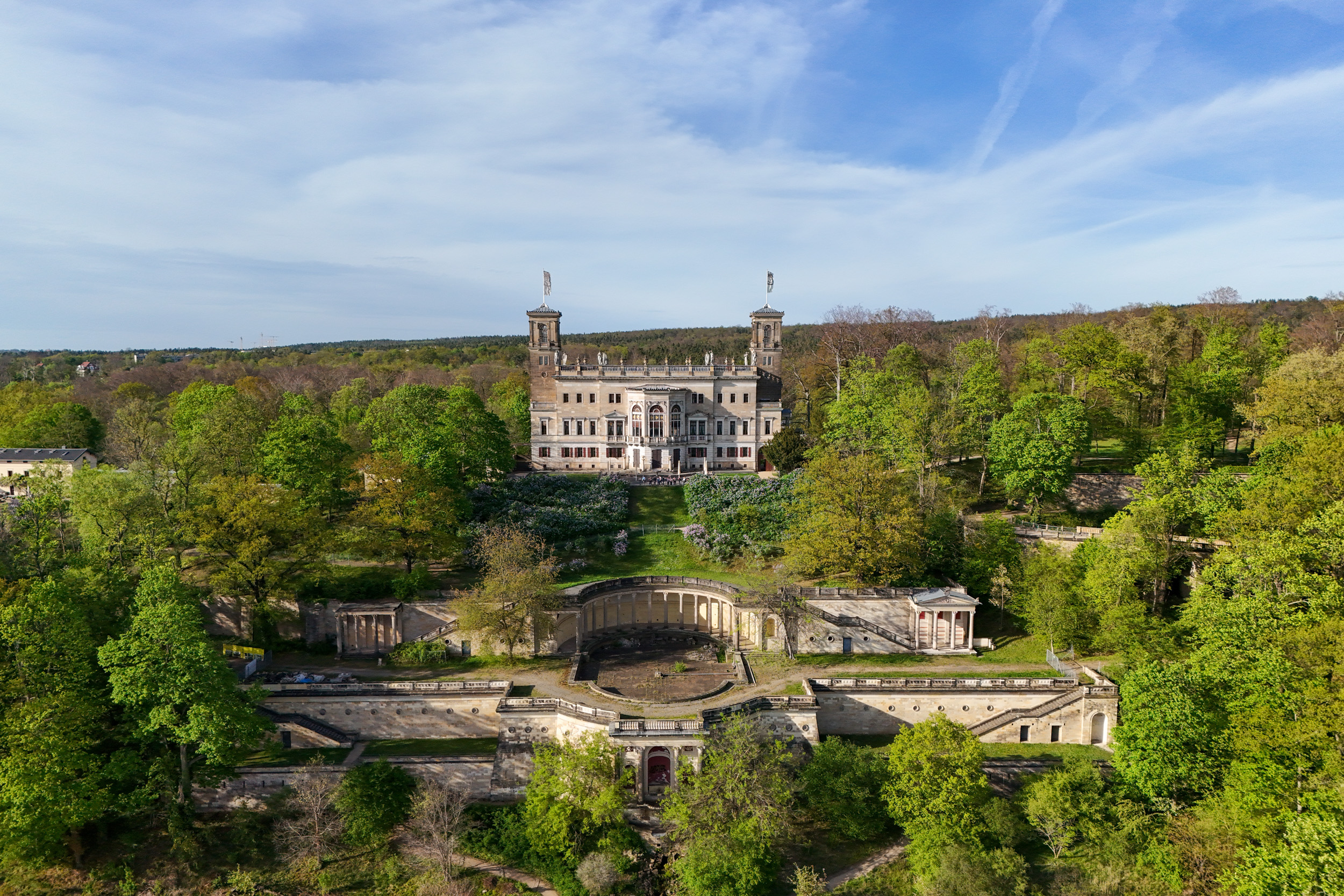
Schloss Albrechtsberg, 2024

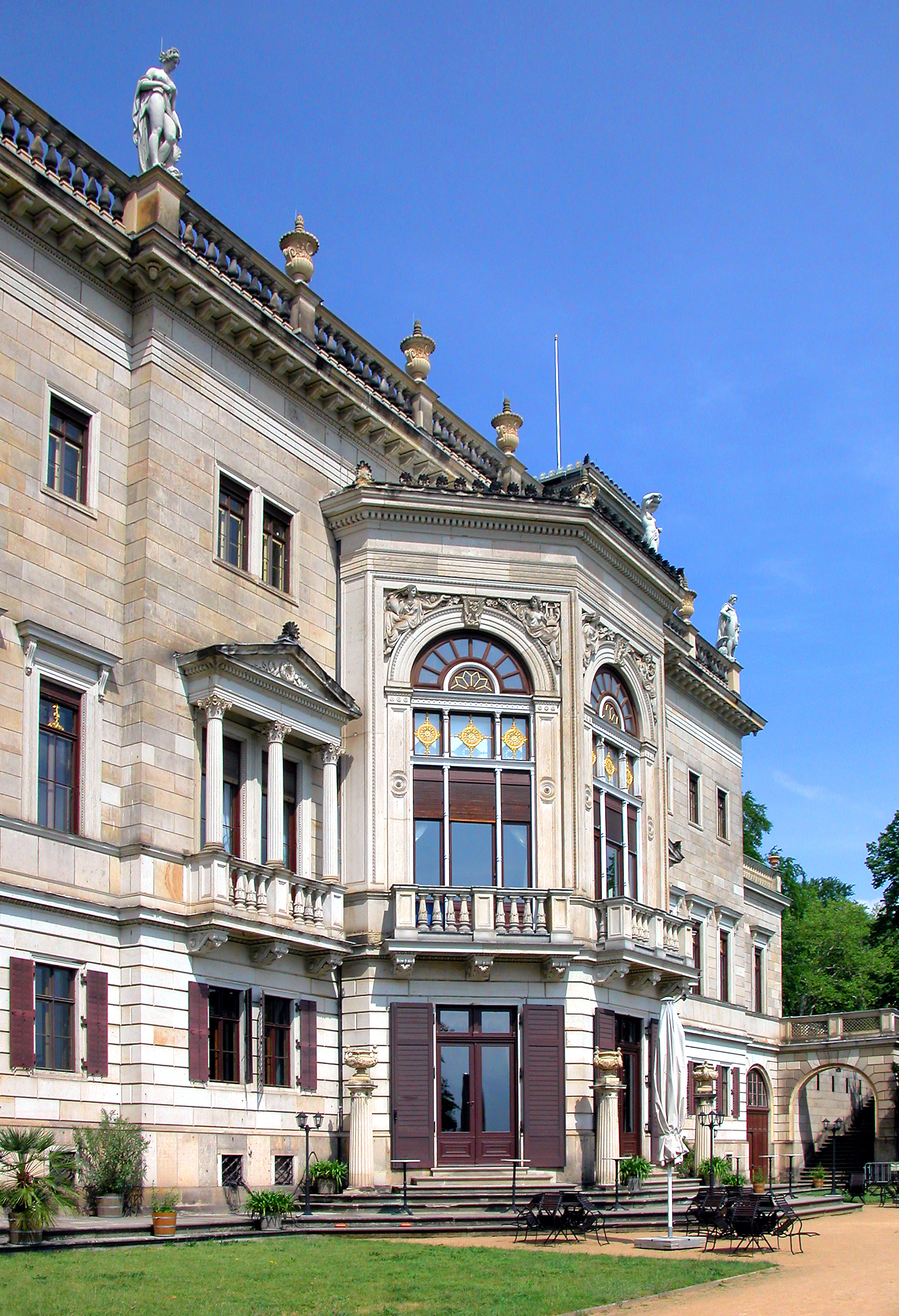
Schloss Albrechtsberg (Südseite von Westen, 2007)

### Äußeres
Der spätklassizistische Bau Adolf Lohses (1807–1867), eines Schülers Schinkels, hatte die Belvedere-Planungen für Potsdam (Schloss) und die Villa d’Este bei Rom (Terrassen) zum Vorbild. Das Schloss wirkt „wie ein Exot in der überwiegend barocken Architekturlandschaft Dresdens“. „Es liegt die Vermutung nahe, dass die ursprüngliche Idee zum Albrechtsberg-Komplex auf Entwürfe des Königs Friedrich Wilhelm IV. für das Schloss Belvedere auf dem Pfingstberg bei Potsdam … zurückzuführen ist.“
Nach Helas kann der Bau wie folgt beschrieben werden:
Das Gebäude selbst ist eine über gestrecktem Grundriss errichtete dreigeschossige Anlage mit schlanken flankierenden Türmen, wobei Grund- und Aufriss streng symmetrisch sind, der Hauptbau wurde sandsteinverkleidet.
Die Eingangsseite, die dem Elbhang abgekehrt ist, d. h. nach Norden liegt, ist dreigeschossig über einem Souterraingeschoss, hat 13 Achsen mit drei Mittelachsen, die insgesamt durch eine Attika abgeschlossen werden. Über den Außenachsen erheben sich die schlanken Türme über quadratischem Grundriss. Die Zufahrt erfolgt um die in zwei Terrassen angelegten Wasserbecken und -spiele.
Lohse ordnete vor den drei Mittel- (Haupt-)achsen über einem Flachgiebel ionische Säulen an. Die Fenster (des Kronensaales) und die Türen wurden rundbogig ausgeführt.
Links (westlich) wurden bis auf die Höhe des Hauptgeschosses heranreichend zweigeschossige Wirtschaftsräume ausgeführt, deren oberer Abschluss als Terrasse ausgebildet wurde.
Die beiden dreiachsigen Seitenfronten wurden von Lohse als „Nebenansichten“ behandelt, d. h., sie treten gegenüber den beiden Hauptfronten zurück (ihrerseits dann in den Obergeschossen), haben jedoch eigenen architektonischen Bestand.
Hauptfront ist die weithin sichtbare Elbansicht, die elf Achsen zwischen den zwei weithin sichtbaren Türmen aufweist. Sie besitzt einen fünfachsigen Mittelrisalit mit einer dreiachsigen Exedra, die über zwei Geschosse (im Inneren: Garten- und Kronensaal) reicht. Den Abschluss bildet eine mit Figuren besetzte Attika. In den Außenachsen des Mittelrisalits dienen als Verdachungen aufwändig gestaltete und von Säulen getragene Flachgiebel. Die Türme mit ihrem flachen Zeltdach selbst ragen etwa ein Drittel über die Attikahöhe hinaus und weisen weite, leere Mauerflächen von Turmfuß bis zum obersten Geschoss aus. In dessen letztem Geschoss sind an den Außenkanten korinthische Pilaster, im Innern leere Spiegel und in einer rechteckigen Rahmung ein rundbogig geschlossenes Fenster mit kleinem Austritt.

### Terrassensystem zur Elbe
Dem Schloss sollte ein aufwändiges Terrassensystem am Elbhang ähnlich den italienischen Vorbildern vorgelagert werden, an dem sich westlich ein Kolonnadengang, der zu einer großen auf einem Hexagon ausgeführte Kirche (ihr elbseitig vorgelagert eine Art Siegessäule) und zu einem mehrstöckigen Verwaltungsgebäude führen sollte.
Ausgeführt wurden von der Elbe aus drei der vier Terrassenstufen, wobei die vierte Terrasse, die eigentliche Hauptterrasse und der westliche Teil von ihr, die direkt am Schlosses angebunden war, nicht ausgeführt wurde (das vorweg ausgezahlte Erbe an Prinz Albrecht war zwischenzeitlich aufgezehrt). So verblieb dort eine Rasenfläche und westlich ein gärtnerisch gestalteter Baumbestand.

### Räume

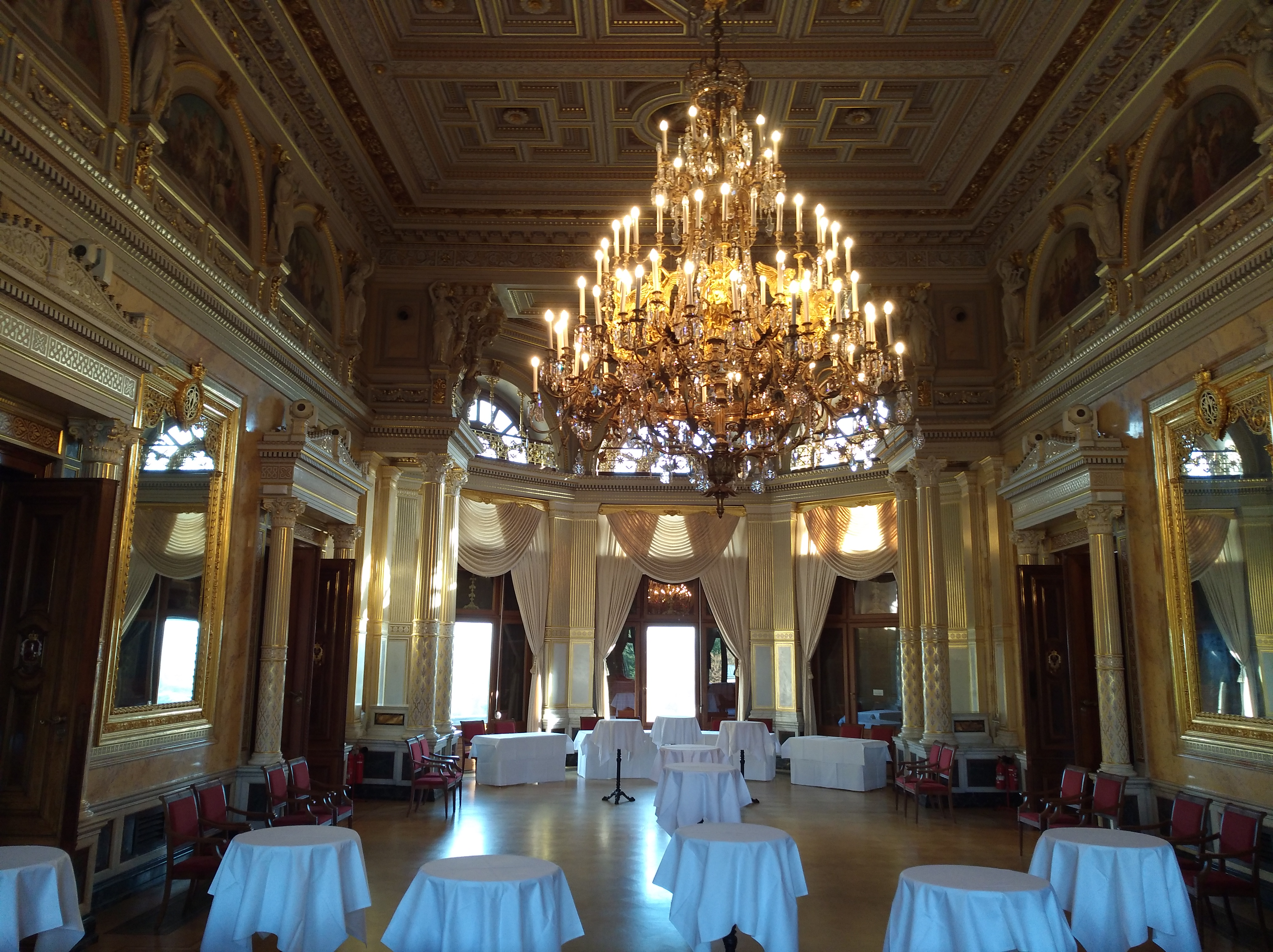
Kronensaal (2018)

Das Innere ist durch zahlreiche prachtvolle Räume gekennzeichnet, von denen der Kronensaal im 1. Obergeschoss und der Gartensaal, das Eingangsfoyer und die beide verbindende Herrschaftstreppe originalgetreu restauriert sind. Im Einzelnen sind das
- Gartensaal:  Der Gartensaal befindet sich im Erdgeschoss, sein Südausgang und führt auf die 2018 fertig rekonstruierte Südterrasse. Auf seinen Emporen zeigen Landschaftsmalereien die Lieblingsreiseziele von Prinz Albrecht: Kairo, Konstantinopel, Meran und Neapel.
- Billardsaal mit Teezimmer:  Sie sind die an den Gartensaal angrenzenden Räume. Durch sie ist der Durchgang zur ehemaligen Bibliothek des Hauses möglich. Ausgestattet sind die Räume mit Holzimitationen und einer besonderen Deckengestaltung.

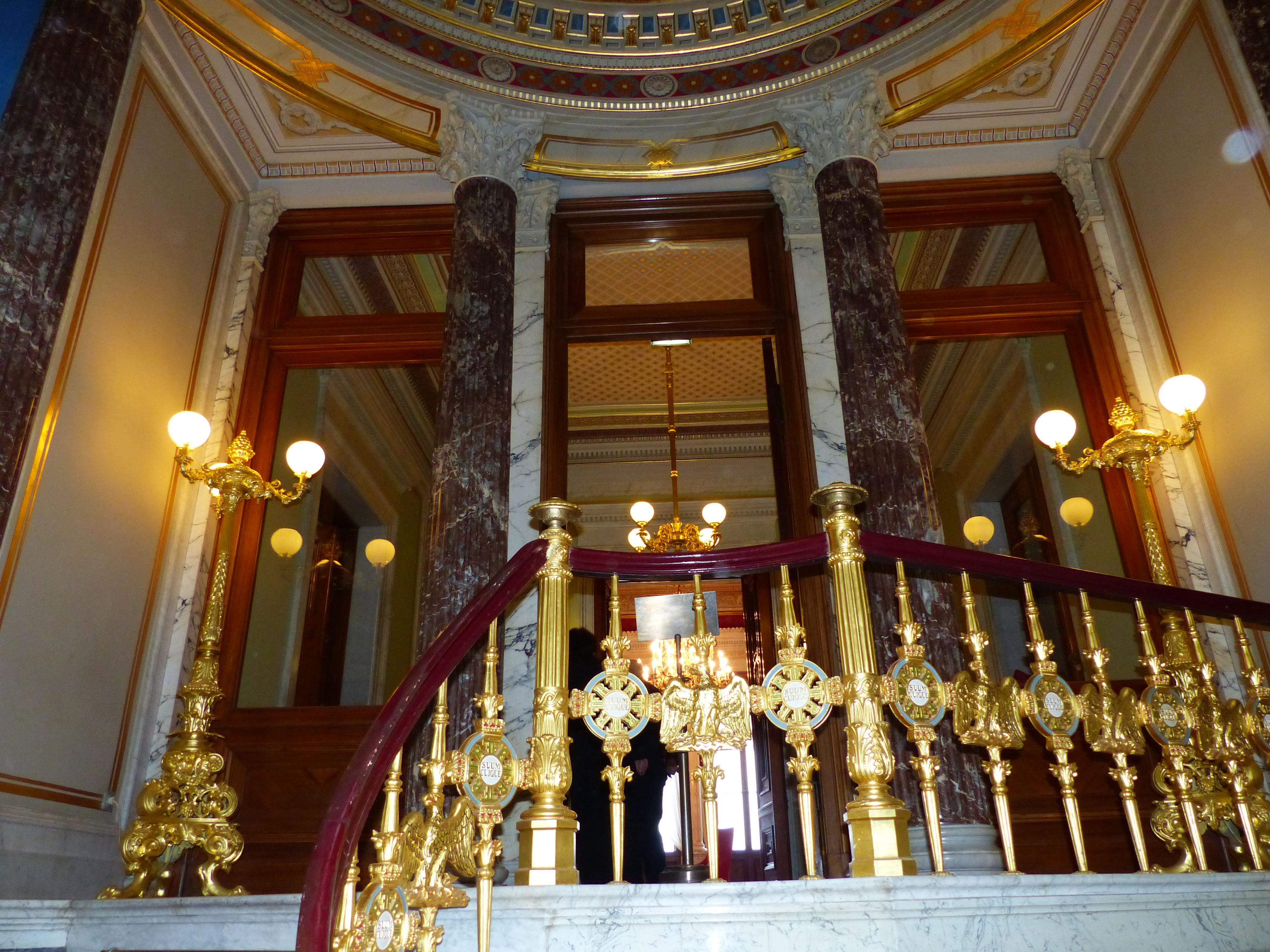
Herrschaftstreppe und Zugang zur oberen Etage

- Herrschaftstreppe:  Eine frei tragende runde Treppe aus weißem Marmor sowie einem mit Blattgold verzierten Treppengeländer führt vom Foyer aus in die obere Etage. Über ihr befindet sich eine mit Bildnissen der Vorfahren Prinz Albrechts ausgestaltete Kuppel. Die Bildnisse aus der Dynastie der Hohenzollern reichen von Kurfürst Friedrich I. bis zu König Friedrich Wilhelm III., dem Vater des Hausherrn.
- Kronensaal:  Der Kronensaal ist der prunkvollste Raum des Schlosses und ein Meisterwerk des preußischen Spätklassizismus. Ausgestaltet wurde er mit großen, goldgerahmten Spiegeln sowie Landschaftsmalereien in Lisenen. Er besitzt eine reich dekorierte Kassettendecke. Zentraler Blickfang ist ein Kristall-Kronleuchter mit 80 Kerzen. An der Südseite befindet sich der hexagonale Erker mit bis auf den Boden reichenden Fenster.
- Zwei Rote Salons:  Das sind zum einen der Rote Salon „Rosalie“, zum anderen der Rote Salon „Albrecht“. Diese ehemaligen Empfangssalons erhielten ihre Namen aufgrund der purpurnen Tapeten. Mit ihnen beginnen die ehemaligen Wohnbereiche des Prinzen Albrecht und seiner Gemahlin Rosalie, wobei Albrecht den westlichen, Rosalie den östlichen Seitenflügel der oberen Etage bewohnte.
- Prinzensalon:  Das ehemalige Wohnzimmer des Prinzen wird von einer Decke mit Darstellungen von Tierkreiszeichen und den vier Jahreszeiten dominiert.
- Blauer Salon:  Das ehemalige Wohnzimmer der Gräfin wird farblich von der indigoblauen Seidentapete beherrscht und hat eine silberne Ornamentierung. Er beherbergt eine literarisch gestaltete Kassettendecke mit dem Gott Apoll und seinen neun Musen.
- Lederzimmer:  Das Lederzimmer ist das ehemalige Arbeitszimmer des Prinzen. Seine Wände sind mit einer lederimitierten Tapete ausgeschmückt. Der Spiegel ist so angeordnet, dass ein Blick in ihn eine Sichtachse mit Blick durch alle Säle und Salons der oberen Etage eröffnet.
- Spiegelsaal:  Das frühere Speisezimmer der Familie scheint auf den ersten Blick vollständig in amerikanischer Eiche ausgeführt, doch ist nur der untere Wandbereich mit Echtholz verkleidet. Die oberen Teile einschließlich der Decke sind eine meisterlich ausgeführte Holzimitation. Die 25 kunstverglasten Fenster lassen auch tagsüber nur ein mattes Licht zu.
- Türkisches Bad: Hier handelt es sich um das Badezimmer des Schlosses. Es wurde im Auftrag von Prinz Albrecht in Erinnerung an seine mehrmonatige Orientreise 1843 von Carl von Diebitsch, einem Experten für maurische Architektur, im Jahr 1855 gebaut.[9] Das Marmor-Bassin ist von einem mit sechs Säulen gestützten Baldachin aus reich verziertem Stuck im maurischen Stil überdacht. Ornamente in Rot, Blau, Rosa und Gold zieren die Wände und Decke.

### Park
Der Park wurde durch den ebenfalls preußischen Gartenbaumeister Eduard Neide (1818–1883) entworfen und angelegt unter Führung des königlichen Hofgärtners Hermann Sigismund Neumann (1823–1880), der später den Waldpark Blasewitz entwarf. Er ist in unterschiedliche Landschaftsbereiche gegliedert. Über einen Viadukt war die Vorfahrt zum römischen Bad möglich. Aus der nahen Dresdner Heide werden die, bis auf das „Römische Bad“, ganzjährig betriebenen Wasserspiele in den Wasserbecken, dem Teich und dem künstlichen Wasserfall gespeist.
Im Sommer findet jährlich die Schlössernacht mit 6000 Gästen statt.

## Geschichte nach 1925

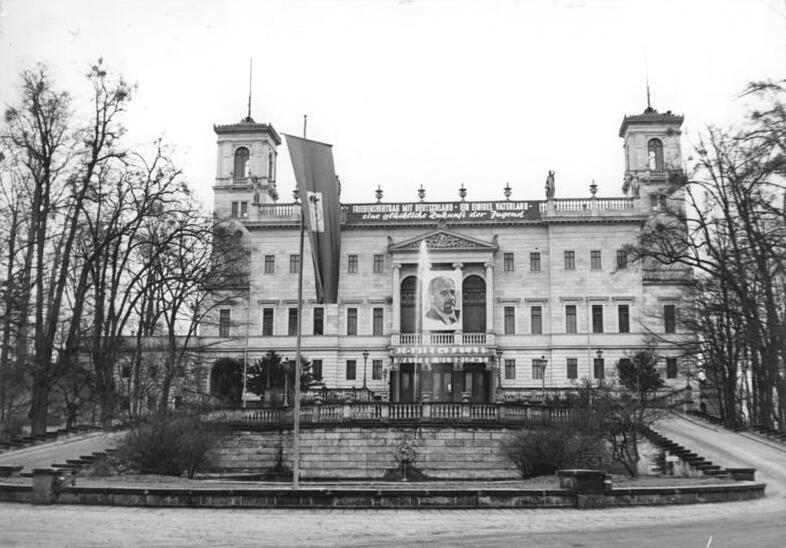
Schloss Albrechtsberg als Pionierpalast „Walter Ulbricht“ im Jahre 1952

Die Stadt Dresden erwarb das Schloss 1925 von einem Sohn Prinz Albrechts, Wilhelm von Hohenau, unter Verrechnung seiner Spiel- und Steuerschulden für 750.000 Mark. Der Park wurde seit 1930 öffentlich zugänglich gemacht und sollte nach Plänen von Oberbürgermeister Wilhelm Külz in einen zweiten Großen Garten verwandelt werden. Dazu kam es jedoch nicht: Im Zweiten Weltkrieg unbeschädigt geblieben, diente das Schloss von Juni 1945 bis Januar 1946 zusammen mit den benachbarten Elbschlössern der SMAD-Verwaltung für das Land Sachsen als Hauptsitz.
Nach Auflösung dieses Sitzes kaufte das sowjetische Außenhandelsministerium das Schloss im April 1946 für 4 Millionen Reichsmark. Es ließ das Schloss mit einem Budget von 5 Millionen Reichsmark restaurieren. Die Gelder entstammten im Wesentlichen den von der Roten Armee bei der Eroberung der deutschen Ostgebiete erbeuteten Barbeständen der Banken. Das sowjetische Außenhandelsministerium eröffnete es am 18. Dezember 1948 als Hotel der Firma Intourist, einem Unternehmen des sowjetischen Außenhandelsministeriums. Von ihm kaufte am 1. August 1951 die Vermögensverwaltungsgesellschaft der Freien Deutschen Jugend (FDJ), die Jugendheim GmbH, das Schloss für vier Millionen DDR-Mark zurück und richtete nach sowjetischem Vorbild den ersten Pionierpalast auf dem Gebiet der DDR ein, benannt nach Walter Ulbricht.
Die Eröffnung des Pionierpalastes fand am 26. August 1951 statt. Träger war zunächst die Pionierorganisation. 1952 wurde die Stadt Dresden wieder Eigentümer. Dieser Pionierpalast wiederum diente nun bis 1990 als Freizeitzentrum für Dresdner Kinder. Er war eine der wenigen Einrichtungen in der DDR, die nach der Entmachtung Walter Ulbrichts 1971 seinen Namen behielten, auch wenn er nur noch selten genannt wurde. U. a. war im Spiegelsaal ein Pioniercafé eingerichtet. Das Türkische Bad wurde zum Vorlesen von Märchen genutzt.
In einem Teil des Schlossgeländes (u. a. Torhäuser) entwickelte sich nach der Wende daraus die JugendKunstschule Dresden.
Das Hauptgebäude und die angrenzende Terrassen werden seit 1991 als festliche Veranstaltungsstätte im Auftrag der Landeshauptstadt Dresden genutzt, die seit 1992 wieder (nach zwischenzeitlichem Besitz der Treuhand) Eigentümerin des gesamten Areales ist.
Die Inneneinrichtung des Schlosses wurde seit der 1970er Jahre unter den Bedingungen der Mangelwirtschaft schrittweise restauriert. 1977 wurde das Schloss unter Denkmalschutz gestellt. Hervorzuheben sind das Türkische Bad im maurisch-orientalischen Stil und der Kronensaal. Eine öffentliche Besichtigung des Hauses ist zu bestimmten Anlässen möglich. Der Schlosspark ist öffentlich begehbar. Im Kronensaal, dem Festsaal und Prunkstück von Schloss Albrechtsberg, finden unter anderem öffentliche „Meisterkonzerte“ sowie „Kammerkonzerte der Dresdner Philharmonie“ statt. Das Dresdner Standesamt führt im Gartensaal standesamtliche Eheschließungen durch. Außerdem finden Bankette, Empfänge und Seminare statt.
Seit Januar 2013 ist der Betreiber des Schlosses Albrechtsberg die Messe Dresden GmbH, eine Tochter der Stadt Dresden. Allerdings hat diese das Römische Bad nicht übernommen, dessen Sanierung nunmehr seit Jahren stockt und finanziell die Stadt Dresden übernehmen muss.
Von 1991 bis 2014 war die Hotel- und Gaststättenschule Schloss Albrechtsberg GmbH (HOGA) ebenfalls im Schlossgelände ansässig. Das im Namen und im Logo der Schule vertretene Schloss verschwand daraus im Sommer 2012, weil es für die meisten Bildungsgänge der inzwischen zu einem Schulverbund angewachsenen HOGA Schulen Dresden nicht mehr repräsentativ war.